# Prey (2022)
Prey är en amerikansk science fiction-film i Predator-franchisen, som är en prequel på de tidigare släppta Predator-filmerna. Filmen är regisserad av Dan Trachtenberg, och manus har skrivits av Patrick Aison. Huvudrollerna spelas av Amber Midthunder, Dakota Beavers, Dane DiLiegro, Michelle Thrush, Stormee Kipp, Julian Black Antelope och Bennett Taylor.
Sedan september 2024 går filmen att se på streamingtjänsten Max.

## Handling
Handlingen utspelar sig i den norra delen av Great Plains under år 1719, och kretsar kring den unga comanchekvinnan Naru, som gör allt hon kan för att bevisa sina jägarinsikter. Samtidigt blir hon tvungen att beskydda sitt folk från en ond, rovdjursliknande utomjording.

## Rollista (i urval)
| Amber Midthunder      | – Naru                          |
| Dakota Beavers        | – Taabe                         |
| Dane DiLiegro         | – Det vilda rovdjuret/"Mupitsi" |
| Michelle Thrush       | – Aruka                         |
| Julian Black Antelope | – Chef Kehetu                   |
| Stormee Kipp          | – Wasape                        |
| Bennett Taylor        | – Kapten Raphael Adolini        |

## Om filmen

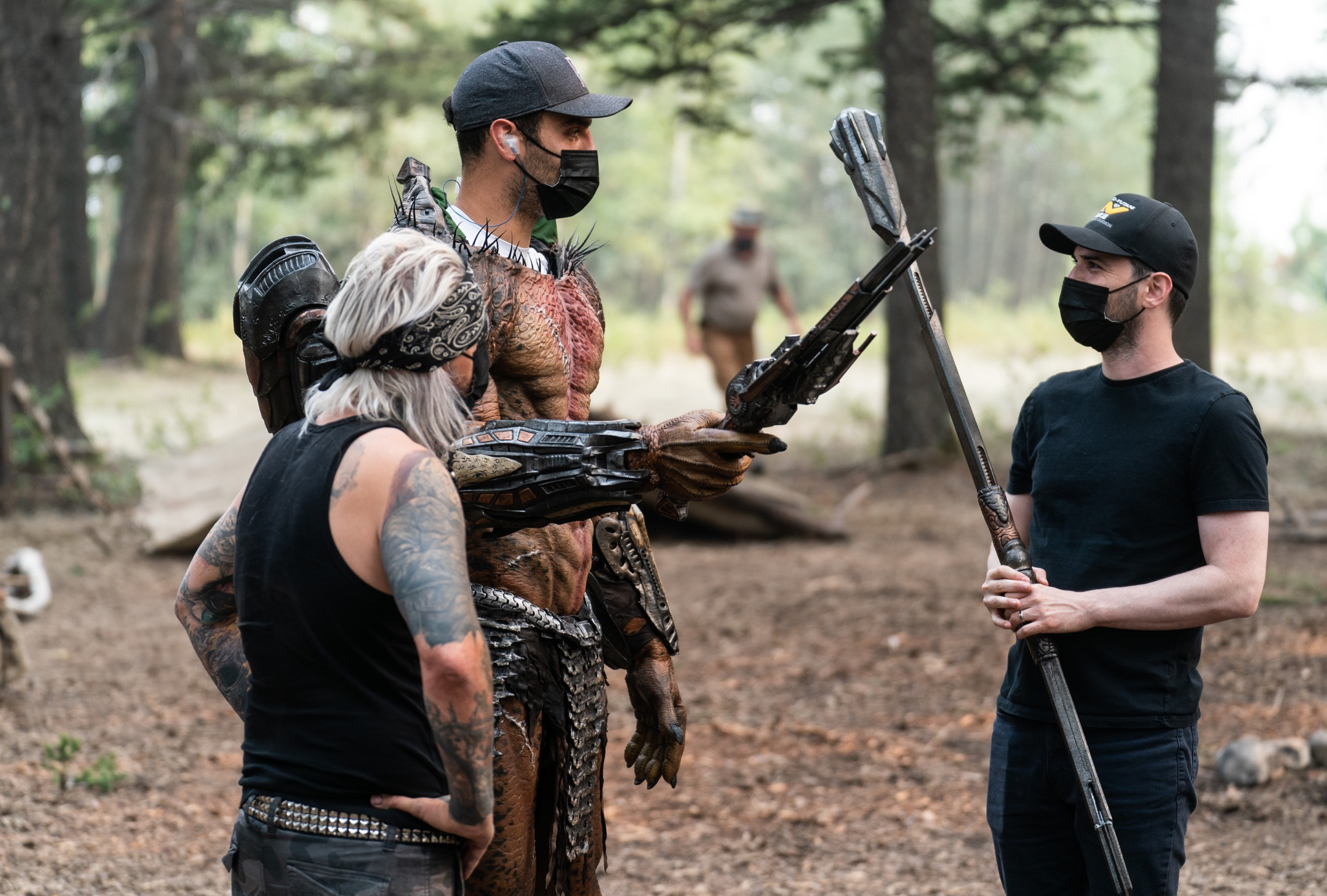
Den ena huvudrollsinnehavaren Dane DiLiegro och filmregissören Dan Trachtenberg, under en diskussion för en filmscen i Prey, den 29 juli 2021.

Utvecklingen av filmen påbörjades i samband med produktionen av den fjärde filmen The Predator (2018), då producenten John Davis blev kontaktad av både Dan Trachtenberg och Patrick Aison, som hade ett färdigskrivet koncept, som de hade arbetat med sedan år 2016.
Inspelningen ägde rum i den kanadensiska staden Calgary sommaren 2021. Större delen är inspelad med engelskt tal, men några sekvenser har spelats in på comanchespråket, samt på franska. Det har gjorts en comanchedubb på filmen, som går att se på både Hulu och Disney+.
I augusti 2024 påbörjade man inspelningarna för en sjätte Predator-film (även den i regi av Dan Trachtenberg), med titeln Badlands.